# Spilosoma punctigera
Spilosoma punctigera là một loài bướm đêm thuộc phân họ Arctiinae, họ Erebidae.